# La ballata di Beta-2
La ballata di Beta-2 (The Ballad of Beta-2) è un romanzo breve di fantascienza dello scrittore statunitense Samuel R. Delany, edito nel 1965. Fu candidato al premio Nebula per il miglior romanzo breve 1965.
Pubblicato inizialmente in un'edizione doppia con il romanzo Alpha Yes, Terra No! di Emil Petaja, dalla Ace Books, fu ripubblicato nel 1971 in edizione singola. Un'edizione rivista è stata pubblicata nel 1977 dalla Gregg Press, con introduzione di Marilyn Hacker.
È stato tradotto in italiano da Vittorio Curtoni e Gianni Montanari e pubblicato per la prima volta in Italia nel 1970, nella collana Galassia edita dalla Casa Editrice La Tribuna.

## Trama
In un universo in cui il viaggio attraverso l'iperspazio ha aperto agli uomini l'esplorazione e la colonizzazione della Galassia, ad uno studente di archeologia galattica viene assegnato il compito di studiare una piccola comunità di esseri umani, il Popolo delle Stelle, composto dagli ultimi sopravvissuti di un spedizione interstellare generazionale. La missione era divenuta obsoleta per la civiltà terrestre già durante il suo svolgimento; le dodici navi che componevano la spedizione avevano infatti lasciato la Terra alla volta del sistema lefferiano sessant'anni prima la scoperta della tecnologia che avrebbe poi permesso il viaggio superluminale e avevano raggiunto la loro destinazione quando su Leffer IV era già presente da tempo un avamposto terrestre. Il Popolo delle Stelle, inoltre, si era evoluto in modo da non essere più adatto alla vita sul pianeta e aveva scelto di rimanere a bordo delle proprie navi, poste in orbita attorno al quarto pianeta del sistema.
Della loro cultura, era stata resa nota solo una raccolta di ballate. Al protagonista, Joneny, viene chiesto di scoprire l'origine di una specifica ballata, relativa alla nave Beta-2. A tale scopo, raggiunge Leffer IV e le navi in orbita attorno al pianeta. Salito a bordi di Gamma-5, entra in contatto con uno strano ragazzo, che lo aiuta progressivamente a venire a conoscenza degli eventi accaduti nel corso della missione. L'esplorazione di Joneny funge in effetti solo da cornice narrativa.
Lasciata la Terra, nella comunità del Popolo delle Stelle si sviluppò un'ideologia religiosa integralista che cercò progressivamente di imporre una "Norma" sulle caratteristiche fisiche e comportamentali del popolo stesso. Al vertice della comunità si posero dei Giudici (uno per ciascuna nave) che giunsero a porre in discussione l'autorità stessa dei capitani dei vascelli. Coloro che non soddisfacevano la Norma - indicati come i Monocoli - cercarono rifugio in ghetti creati in spazi angusti di ciascuna nave.
Quando la contrapposizione tra i due gruppi stava per giungere ad un climax di tensione, la spedizione si trovò ad affrontare una minaccia proveniente dall'esterno, che condusse alla perdita di tre navi della spedizione: Epsilon-7, Delta-6 e Sigma-9. Quando quest'ultima fu attaccata, il capitano della Beta-2 Leela RT-857, si recò sulla nave per identificare la minaccia, venendo a contatto con un essere alieno, eterno e onnipotente, indicato come il Distruttore. L'incontro, tuttavia, permise a quest'ultimo di prendere coscienza delle proprie azioni aggressive, che conseguentemente cessò. Inoltre, fecondò Leela, permettendole di generare un figlio che sarebbe stato in grado di vivere nello spazio. 
Il ritorno del capitano sulla Beta-2, tuttavia, portò alla distruzione della sala delle nascite della nave. Ciò infranse il fragile equilibrio che ancora persisteva a bordo, con i seguaci del credo che condannarono a morte il capitano e avviarono una sistematica persecuzione nei confronti dei Monocoli, che proseguì anche sulle altre navi.
Lo stato del Popolo delle Stelle, quindi, degenerò rapidamente, ma nel loro viaggio verso Leffer IV portarono con loro i Figli del Distruttore, incaricati dal padre di facilitare agli uomini l'accesso allo spazio. Era appunto con essi che Joneny era entrato in contatto.

## Tema religioso
Nella trama è presente una nuova rivelazione dei temi principali della teologia cristiana - l'Annunciazione, l'Immacolata Concezione, con Leela che come Maria conduce alla nascita di un essere miracoloso. La similitudine è esplicitata alla fine del libro, quando il Figlio afferma: «Mio padre e io siamo un'unica cosa», ripetendo parole pronunciate da Gesù. Tuttavia, in questa nuova versione del racconto biblico, è Maria ad essere martirizzata e non suo figlio.

## Edizioni
- (EN) Samuel R. Delany, The Ballad of Beta-2, Ace Books, 1965.
- Samuel R. Delany, La ballata di Beta-2, traduzione di Vittorio Curtoni e Gianni Montanari, Galassia n° 122, Casa Editrice La Tribuna, 1970.
- Samuel R. Delany, La ballata di Beta 2 Babel 17, traduzione di Vittorio Curtoni e Gianni Montanari, Bigalassia n° 28, Casa Editrice La Tribuna, 1975.
- Samuel R. Delany, La ballata di Beta-2, traduzione di Vittorio Curtoni e Gianni Montanari, Urania Collezione n° 148, Arnoldo Mondadori Editore, 2015.